# 서학변
《서학변》(西學辨)은 18세기 초에 조선의 실학자이자 성리학자인 신후담이 쓴 책이다. 그리스도교의 교리와 그 영혼, 사후세계설, 하느님관 등을 신랄하게 비판하는 내용을 담고 있다.

## 같이 보기
- 신후담
- 불씨잡변